# 壱岐の華
株式会社壱岐の華(いきのはな)は長崎県壱岐市にある焼酎メーカーである。
国際味覚審査機構(iTQi)にて優秀味覚賞三ツ星の獲得歴がある。

## 概要
麦焼酎発祥の地である長崎県の離島壱岐島にて明治33年(1900年)より壱岐焼酎の製造販売を行っている。
壱岐焼酎は、世界貿易機関のTRIPS協定により保護産地指定を受けており、壱岐には合わせて7つの焼酎メーカーが存在する。
壱岐の華は、味や香りが特に強い常圧蒸留にこだわった製法を引き継いでおり、ライトタイプの焼酎が増えた現在でも「麦焼酎の濃い味ジャンル」として親しまれている。「壱岐の華」や「初代嘉助」の銘柄を製造する。
樫樽熟成の製法を得意としており、割り水を組み入れた独自の熟成技術で「華秘伝黄金」や、「海鴉」を製造する。
焼酎の原料である大麦と米は、すべて地元壱岐島で収穫されたものを使用している。

## 主力商品
- 麦焼酎
  - 常圧蒸留
    - 壱岐の華(40度・35度・25度・20度)
    - 初代嘉助(28度・25度)
    - 昭和仕込(25度)
    - 壱乃國(25度)※サントリーが販売

  - 減圧蒸留
    - 壱岐の華 風(20度)

  - 樫樽貯蔵
    - 華秘伝黄金(28度)
    - 海鴉(25度)
    - 尋ね鳥(25度)※ルネサンス・プロジェクトが販売
- その他
  - 食品
    - 私の甘酒(ノンアルコール)